# Seonangshin
Seonangshin o Seonangsin (Hangul: 서낭신) es la deidad tutelar del pueblo en la mitología coreana. Como la diosa de las aldeas, los límites y la guerra, la deidad es una de las deidades coreanas más conocidas.

## Adoración
Se creía que la diosa encarnaba el Seonangdang, una torre empedrada, una piedra grande, casa o árbol sagrado donde la gente rezaba a Seonangshin. Los viajeros construyeron Seonangdangs en senderos, y otros viajeros agregaban tres piedras al Seonangdang. Después de agregar las piedras, los viajeros oraraban por la seguridad en su viaje. Otros viajeros dejaban un objeto que él (o ella) poseía, o escupían en el Seonangdang, antes de rezar. Se consideraba que era para defenderse de enfermedades y desgracias y traer suerte y abundancia a los viajeros o al pueblo.
La mayoría de los Seonangshin son mujeres; Sin embargo, algunos son parejas de deidades femeninas y masculinas. En el Seonangdang de Golmaegi, un Seonangdang en la provincia de Gangwon, se cree que dos Seonangshin, un dios y una diosa, residen como una familia dentro de un Seonangdang, los cuáles, también son los dioses de la abundancia.
En los pueblos pesqueros, hay una deidad llamada Baeseonang, el Seonangshin de los barcos. Se cree que defiende los barcos del hundimiento.
Ciertos registros muestran a Malseonang, una forma masculina característica de Seonangshin. El Malseonang es una deidad de guerra, con una gran espada en una mano y montando un caballo volador con la otra. Está vestido con una armadura completa desde los oídos hasta los pies, con un arco y carcaj en la espalda y un casco en la cabeza. Se creía que mataba a los Gwishin, o espíritus malignos, con su espada.
El gut (ritual) dedicado a Seonangshin se hacía cada tres años; sin embargo, se le daban ritos más pequeños anualmente. El Seonanggut era el segundo gut en el rito de Jeseok Bonpuri;
Primero: Bujeonggut, Gut de limpieza, Segundo: Seonanggut, Gut de Seonang, Tercero: Josanggut, Gut de los ancestros, Cuarto: Seongjugut, Gut de Seongju, Quinto: Jishingut, Gut de Jishin,  Sexto: Shijungut, Gut de Dangeum Agi, Séptimo: Sanshingut, Gut de Sanshin, Octavo: Yongwanggut, Gut del Rey Dragón, Novena: Chukwongut, Gut de oración, Décima: Georipuri, Gut de Gwishin).

## En Mitología
Según el Seongjugut, los Seonangshin son los hijos del malvado Sojinhang. El patrón de la casa, la deidad Seongjushin, hizo que los hijos de Sojinhang se convirtieran en Seonangshin, que tenían que alimentarse de saliva. Este origen de Seonangshin muestra que en la mitología coreana, Seonangshin se consideraba una de las deidades más débiles, especialmente porque el Seongjugut menciona que Seonangshin son "soldados humildes".